# Bruce-medaljen
Bruce-medaljen er en medalje, som uddeles årligt af Astronomical Society of the Pacific for bidrag indenfor området astronomi. Medaljen har fået sit navn efter Catherine Wolfe Bruce og blev første gang uddelt i 1898.

## Liste over prismodtagere
- 1898 Simon Newcomb
- 1899 Arthur Auwers
- 1900 David Gill
- 1902 Giovanni Schiaparelli
- 1904 William Huggins
- 1906 Hermann Carl Vogel
- 1908 Edward Charles Pickering
- 1909 George William Hill
- 1911 Henri Poincaré
- 1913 Jacobus C. Kapteyn
- 1914 Oskar Backlund
- 1915 William Wallace Campbell
- 1916 George Ellery Hale
- 1917 Edward Barnard
- 1920 Ernest William Brown
- 1921 Henri-Alexandre Deslandres
- 1922 Frank Dyson
- 1923 Benjamin Baillaud
- 1924 Arthur Stanley Eddington
- 1925 Henry Norris Russell
- 1926 Robert Grant Aitken
- 1927 Herbert H. Turner
- 1928 Walter Sydney Adams
- 1929 Frank Schlesinger
- 1930 Max Wolf
- 1931 Willem de Sitter
- 1932 John Stanley Plaskett
- 1933 Carl Charlier
- 1934 Alfred Fowler
- 1935 Vesto Slipher
- 1936 Armin Otto Leuschner
- 1937 Ejnar Hertzsprung
- 1938 Edwin Hubble
- 1939 Harlow Shapley
- 1940 Frederick Hanley Seares
- 1941 Joel Stebbins
- 1942 Jan Hendrik Oort
- 1945 Edward Arthur Milne
- 1946 Paul Willard Merrill
- 1947 Bernard Ferdinand Lyot
- 1948 Otto von Struve
- 1949 Harold Spencer Jones
- 1950 Alfred Harrison Joy
- 1951 Marcel Minnaert
- 1952 Subrahmanyan Chandrasekhar
- 1953 Harold D. Babcock
- 1954 Bertil Lindblad
- 1955 Walter Baade
- 1956 Albrecht Unsöld
- 1957 Ira Sprague Bowen
- 1958 William Wilson Morgan
- 1959 Bengt Strömgren
- 1960 Viktor Hambarzumjan
- 1961 Rudolph Minkowski
- 1962 Grote Reber
- 1963 Seth Barnes Nicholson
- 1964 Otto Heckmann
- 1965 Martin Schwarzschild
- 1966 Dirk Brouwer
- 1967 Ludwig Biermann
- 1968 Willem Jacob Luyten
- 1969 Horace Welcome Babcock
- 1970 Fred Hoyle
- 1971 Jesse Leonard Greenstein
- 1972 Iosif Samuilovich Shklovsky
- 1973 Lyman Spitzer
- 1974 Martin Ryle
- 1975 Allan Rex Sandage
- 1976 Ernst Öpik
- 1977 Bart J. Bok
- 1978 Hendrik Christoffel van de Hulst
- 1979 William Alfred Fowler
- 1980 George Howard Herbig
- 1981 Riccardo Giacconi
- 1982 Margaret Burbidge
- 1983 Jakow Borissowitsch Seldowitsch
- 1984 Olin C. Wilson
- 1985 Thomas George Cowling
- 1986 Fred Whipple
- 1987 Edwin Salpeter
- 1988 John Gatenby Bolton
- 1989 Adriaan Blaauw
- 1990 Charlotte Moore Sitterly
- 1991 Donald Osterbrock
- 1992 Maarten Schmidt
- 1993 Martin Rees
- 1994 Wallace Sargent
- 1995 James Peebles
- 1996 Albert Whitford
- 1997 Eugene N. Parker
- 1998 Donald Lynden-Bell
- 1999 Geoffrey Burbidge
- 2000 Rashid Sunyaev
- 2001 Hans Bethe
- 2002 Bohdan Paczyński
- 2003 Vera Rubin
- 2004 Hayashi Chūshirō
- 2005 Robert Paul Kraft
- 2006 Frank James Low
- 2007 Martin Otto Harwit
- 2008 Sidney van den Bergh
- 2009 Frank H. Shu
- 2010 Gerry Neugebauer
- 2011 Jeremiah P. Ostriker
- 2012 Sandra M. Faber
- 2013 James E. Gunn
- 2014 Kenneth Kellermann
- 2015 Douglas N. C. Lin